# MUSICAM
MUSICAM (del inglés, Masking Pattern Universal Sub-band Integrated Coding and Multiplexing) es una codificación de audio propuesta al grupo MPEG, que se convirtió en la base para el códec de audio MPEG-1. Desde la finalización del estándar, el algoritmo original MUSICAM ya no fue usado más. 
En julio de 1990 fueron probados cuatro sistemas en la Sveriges Radio: MUSICAM, ASPEC, ATRAC y SB-ADPCM. Al final, únicamente se consagraron los dos primeros por mayor puntuación y mejor calidad, sobre todo a tasa bajas de bits, respectivamente. Ambos, MUSICAM Y ASPEC constituyeron los fundamentos para las tres capas de la norma MPEG-1.
MUSICAM forma parte de los cuatro elementos del sistema de radio digital DAB. El DAB es un desarrollo europeo patrocinado como una parte del proyecto EUREKA 147 y en el que, desde mediados de los años ochenta, han estado involucrados institutos de investigación, operadores de telecomunicaciones, y compañías privadas de Francia, Inglaterra y Alemania. Además existen versiones Americanas (DAR o Digital Audio Radio) como IBOC, IBAC e IBRC que contemplan el uso de las bandas FM ya existentes, la DRB en Canadá y DSB (Digital Sound Broadcasting) de la International Telecommunication Union (ITU), entre otras. 
La Radio Digital es el más significativo avance en tecnología de radio desde la introducción de la técnica de FM estereofónica. Ofrece tanto a los oyentes como a los radiodifusores una interesante combinación de beneficios y oportunidades.
Los 4 elementos principales que componen el sistema DAB, y que hacen posible su eficiencia son:
- Codificador MUSICAM.
- Multiplexor.
- Modulador COFDM.
- Transmisor.

## Características

### Compresión MUSICAM
Es capaz de reducir la cantidad de datos requeridos por factores típicos de entre 6:1 a 12:1. Sin embargo, aun es capaz de dar una alta calidad de audio, subjetivamente percibida por el oyente como la de un CD. 
Utilizando fenómenos psico-acústicos se consigue, por ejemplo, frente a una decodificación lineal con 16 bit/48 kHz por mono señal, una reducción de datos hasta 96 kbit/s, por tanto una reducción en un factor 8. 

### Técnica MUSICAM
Emplea la misma técnica psicoacústica de la definida por el MPEG Audio Layer II.
Debido a la respuesta del oído humano posibilita eliminar información redundante o inservible para la percepción subjetiva de sonido. Efectos a tener en cuenta:
1. Sólo tonos por encima del límite audible son percibidos por el oído, eliminando de este modo frecuencias inferiores a 20 Hz y superiores a 20 kHz.
2. La percepción es diferente a distintas frecuencias.
3. Tonos de menor nivel que se encuentren próximos en frecuencia a tonos de mayor nivel quedan enmascarados y no se pueden oír. También quedan enmascarados aquellos tonos de menor nivel que están precedidos o seguidos de tonos de mayor nivel. Es lo que se conoce con el nombre de enmascaramiento o sound masking, en el cual se conciben las llamadas curvas de umbral. Una buena definición de la percepción psico-acústica de sonidos se ha dado en 1960 como "aquel proceso por el cual, el umbral de auditividad de un sonido, aumenta en presencia de otro sonido" (los efectos de enmascaramiento temporal y el enmascaramiento espectral).

Con un decodificador de fuente DAB, que contiene, por ejemplo, también un filtro de multifase para decodificación de banda parcial, también las funciones de audio realizadas según los conceptos de receptor actuales en técnica analógica de circuitos, tales como influencia sobre tono, volumen, regulación del desvanecimiento, balance, etc.
Para ello se van a dar una serie de procesos que a continuación se detallan:		 
1. La señal de audio (24[kHz] en banda base=BW de la señal con calidad CD muestreada a: fs = 48 kHz) digitalizada es dividida por circuitos de filtros en 32 sub-bandas de idéntico ancho de banda: BW= 750 Hz ( = [(fs/2) / 32] ). Lo anterior se realiza con DSP’s que realizan FFT (Transformada Rápida de Fourier) de 1024 bits, entregando 512 valores del espectro, es decir, muestras cada 46[Hz] del espectro de audio original.
2. Conocidas las componentes de frecuencia. Se divide el espectro en las 32 sub-bandas, cada una con 16 bits (512/32). Esta división del espectro permite la distribución óptima de los bits de acuerdo a los requerimientos psico-acústicos. Para aquellas sub-bandas que resultan completamente enmascaradas por otras, no hay necesidad de enviarlas, ya que no se escucharán.
3. Una vez que se cuenta con la información necesaria, a cada muestra se le asigna un factor de escala de 6 bits (asegurando un rango dinámico de 120[dB]), junto con información para reconstruir la distribución óptima y un header para cierta información. De esta forma, se arma la trama.
4. El sistema contempla técnicas de protección de la información, ya que la destrucción por pequeña que sea, resulta desastrosa. Además de la eliminación de redundancias para los factores de escala.

### Modulación COFDM
La modulación tiene como fin fundamental adecuar los datos que se quieren transmitir a las características del canal empleado.
El canal de radiodifusión utilizado para recepción móvil en áreas urbanizadas como ciudades, es particularmente un entorno hostil para las transmisiones. Interferencia industrial, bastante mutipropagación causada por obstáculos naturales necesitan de un sistema de modulación sofisticado si se desea un nivel de comunicación excelente.
El modelamiento del canal con multipropagación (multipath), asume que la señal recibida es la suma de señales retardadas y esparcidas. El esparcimiento de la señal (debido a árboles, otros vehículos, etc.) se puede modelar por factores que multiplican a la señal original y retardada, estos factores obedecen a una distribución de Raleight con una función de probabilidad determinada.
Bajo este contexto de canal, los problemas que se presentan se pueden resumir en dos aspectos:
Respuesta al impulso del canal: 
1. Debido a su esparcimiento causa interferencia intersimbólica a medida que la tasa de bits aumenta.
2. Características dinámicas del canal, como resultado del entorno cambiante que rodea a un vehículo en movimiento. Lo anterior causará degradación en la estimación de la fase del receptor. Es lo que se conoce como efecto Doppler.

Para compensar estos problemas en la transmisión y otros se desarrolla la modulación COFDM (Coded Orthogonal Frecuency Division Multiplex). Esta modulación es un sistema de transmisión en paralelo, es decir, varios datos son transmitidos en el mismo instante de tiempo por múltiples portadoras; portadoras que se eligen de forma que sean ortogonales entre sí. El principio de ortogonalidad define la separación entre portadoras de manera que sea exactamente igual al recíproco del periodo de símbolo útil, es decir, que los máximos de una portadora coincidan con los ceros de la otra.
Este modulador COFDM es la pieza básica del sistema y el que aporta las mayores ventajas tecnológicas. Es un sistema basado en la modulación multiportadora que proporciona la recepción incluso en movimiento con altos niveles de seguridad y calidad. Estas ventajas tecnológicas que aporta la modulación COFDM son las siguientes:
1. Permite el envío de un elevado volumen de información garantizando la recepción en equipos móviles.
2. El sistema se muestra inmune al efecto Doppler (efecto de variación de la frecuencia en función del desplazamiento, perjudicial en Frecuencia Modulada), y permite la recepción con una calidad excepcional.
3. Determina la posibilidad de configurar Redes de Frecuencia única, lo que facilita la recepción de un programa en la misma frecuencia en todo el territorio de cobertura. Esto representa una gran ventaja respecto a la FM, donde el usuario debe resintonizar continuamente el receptor de su vehículo a medida que se desplaza por zonas no cubiertas por un mismo centro emisor.
4. Representa un ahorro de energía y recursos importante porque radia diferentes programas y servicios de datos a través de un mismo transmisor.
5. Una de las características de la modulación COFDM es su capacidad para recuperar la información con los mínimos errores posibles, cuando se produce la recepción de una señal directa y una de retardada en el tiempo por efecto de rebotes y reflexiones.

- Datos: Q1882042